# Li Hongzhi
Li Hongzhi (cinese: 李洪志; Gongzhuling, 13 maggio 1951) è il fondatore della Falun Gong, un movimento religioso bandito in Cina.

## Biografia
Presentò l'insegnamento di Falun Gong in pubblico per la prima volta il 13 maggio 1992 a Changchun. Dal 1992 al 1994 viaggiò attraverso tutta la Cina, tenendo seminari e insegnando gli esercizi del Falun Gong. La pratica crebbe rapidamente di popolarità, diffondendosi con il passaparola, grazie all'efficacia e alla semplicità dei suoi esercizi e per la profonda risonanza del messaggio spirituale.
Nel 1995, Li iniziò ad insegnare la pratica all'estero. La sua prima tappa fu nel 1995 all'ambasciata cinese di Parigi, dove fu invitato ad insegnare la pratica. Seguirono due seminari in Svezia. Tra il 1995 e il 1999 Li tenne diverse lezioni negli Stati Uniti, in Canada, Australia, Nuova Zelanda, Germania, Svizzera e a Singapore. Si trasferì negli Stati Uniti nel 1996, prima a Houston, poi a New York e dal 1998 è un residente permanente negli Stati Uniti. 
Già prima del 2001, Li Hongzhi aveva ricevuto più di 340 premi e riconoscimenti in Australia, Canada, Cina (prima della persecuzione), Giappone, Russia e Stati Uniti come riconoscimento dello straordinario contributo alla salute fisica e spirituale delle persone, e alla libertà di credo nel mondo. Il 14 marzo 2001 durante una cerimonia tenutasi al Senato degli Stati Uniti, Freedom House ha conferito a Li Hongzhi e al Falun Gong un Premio Internazionale per la Libertà Religiosa per il contributo alla libertà religiosa e spirituale. Nel 2001 è stato nominato per il Premio Sakharov da più di 25 membri del Parlamento Europeo e nel 2000 e nel 2001 è stato nominato per il Premio Nobel per la pace.
Verso la fine degli anni '90 il Falun Gong era praticato in Cina da oltre 70 milioni di persone, prima che il regime cinese lanciasse nel 1999 una persecuzione violenta contro la pratica. Oggi il Falun Gong è praticato in più di 70 Paesi nel mondo.
Li Hongzhi appare raramente in pubblico ed i suoi scritti sono stati tradotti in più di 40 lingue.

## Convinzioni
Li è stato accusato di sostenere teorie omofobe, razziste e antiscientifiche. The New Yorker ha riportato che Li Hongzhi "ha dichiarato apertamente di credere che l'evoluzione sia una frode, che le persone di razza diversa saranno separate in Paradiso e che l'omosessualità e la promiscuità siano innaturali".
Li ha dichiarato di poter attraversare i muri e di rendersi invisibile.
In un'intervista rilasciata alla rivista Time nel 1999, Li ha fatto dichiarazioni controverse, tra cui quella di conoscere diverse persone con la capacità di levitare, tra cui l'illusionista David Copperfield. Ha dichiarato inoltre che tramite la pratica del Qi Gong si possono curare le malattie e che gli alieni abbiano introdotto la scienza al genere umano per controllare i loro corpi: "Tutti pensano che gli scienziati inventino da soli, mentre in realtà la loro ispirazione è manipolata dagli alieni [...] Lo scopo finale è quello di sostituire gli esseri umani... Il corpo umano è il più perfetto dell'universo. È la forma più perfetta. Gli alieni vogliono il corpo umano".